# Сан-Висенте (Брага)
Сан-Висенте (порт. São Vicente) — район (фрегезия) в Португалии, входит в округ Брага. Является составной частью муниципалитета Брага. Находится в составе крупной городской агломерации Большое Минью. По старому административному делению входил в провинцию Минью. Входит в экономико-статистический субрегион Каваду, который входит в Северный регион. Население составляет 12 162 человека на 2001 год. Занимает площадь 1,42 км².